# Infanterie-kampement
Het Infanterie-kampement ook bekend als Kamp 1 en Oude Kamp (B) in Tjilatjap, fungeerde tijdens de Japanse bezetting van Nederlands-Indië in de periode van 15 maart 1942 tot 5 februari 1943 als interneringskamp. 
Het Infanterie-kampement lag in het centrum van Tjilatjap en omvatte ook het Militair Hospitaal aan de Aloon-aloon.